# Wálter Veizaga
Wálter Veizaga Argote (Cochabamba, 24 de julio de 1988) es un futbolista boliviano que juega como centrocampista en Universitario de Vinto de la Primera División de Bolivia.

## Selección nacional
A nivel internacional disputó con la Selección Boliviana   la Copa América 2015 y la Copa América Centenario.

## Clubes
| Club              | País    | Año           |
| ----------------- | ------- | ------------- |
| Jorge Wilstermann | Bolivia | 2010          |
| Oriente Petrolero | Bolivia | 2011-2012     |
| The Strongest     | Bolivia | 2012-2020     |
| Real Tomayapo     | Bolivia | 2021-presente |

## Palmarés

### Títulos nacionales
| Título           | Club              | País    | Año           |
| ---------------- | ----------------- | ------- | ------------- |
| Primera División | Jorge Wilstermann | Bolivia | Apertura 2010 |
| Primera División | The Strongest     | Bolivia | Apertura 2012 |
| Primera División | The Strongest     | Bolivia | Apertura 2013 |
| Primera División | The Strongest     | Bolivia | Apertura 2016 |